# کماچی
کماچی روستایی در دهستان قهستان بخش قهستان شهرستان درمیان استان خراسان جنوبی ایران است. بر پایه سرشماری عمومی نفوس و مسکن در سال ۱۳۹۰ جمعیت این روستا ۹۴ نفر (در ۳۱ خانوار) بوده است.